# صوفي تروب
صوفي تروب هي ممثلة كندية، ولدت في 30 نوفمبر 1988.

## أعمال

### أفلام
- (2005) ذا إنتربريتر[2]

## وصلات خارجية
- صوفي تروب على موقع IMDb (الإنجليزية)
- صوفي تروب على موقع ألو سيني (الفرنسية)
- صوفي تروب على موقع أول موفي (الإنجليزية)
- صوفي تروب على موقع قاعدة بيانات الأفلام السويدية (السويدية)
- صوفي تروب على موقع قاعدة بيانات الفيلم (الإنجليزية)
- صوفي تروب على موقع كينوبويسك (الروسية)